# AcFun
AcFun（现正式备案名为AcFun弹幕视频网，曾用正式备案中文名爱稀饭网，常被简称为AC，A站）实际运营主体为北京弹幕网络科技有限公司，是中国大陆的弹幕式视频分享网站之一，开设于2007年6月6日，最初为动画连载的网站。AcFun取意于“Anime Comic Fun”，2008年3月模仿日本视频分享站NICONICO动画推出了带类似字幕的弹幕播放器，称为弹幕式播放器。口号为“天下漫友是一家”，网站文化为“认真你就输了”。网站的虚拟形象为AC娘，同时其附属站点也有与AC娘类似的形象。

## 历史

### 网站运营
AcFun创立于2007年6月6日，取意 “Anime Comic Fun”，初创时期属个人网站，主要连载动画。2008年3月模仿日本视频分享站NICONICO动画制作了带类似字幕的弹幕式播放器。2010年左右，A站创始人Xilin将A站以400万元人民币的价格卖给了当时在杭州边锋任职的陈少杰。
2010年3月16日，漫友“天狗兵”上传视频“午夜虐猫行动”，激起A站其他漫友的愤怒导致服务器瘫痪。4月，小部分A站成员反对AKB视频占领A站，开始对AKB48视频刷屏，一些人趁乱扩大刷屏内容。同时使用刷屏器刷弹幕开始泛滥。4月末，首页视频基本被刷爆，甚至导致打开IE立即报错，少数人接单帮忙刷掉刷子或重置弹幕，但不久又被重刷。5月1日管理员锁定弹幕文件，之后发的所有弹幕都会随刷新网页消失。4日管理员简单升级防刷补丁，升级后依然被刷屏。6日acfun贴吧ID名“Kira_AI”的用户在帖子《OK，关闭外部POST提交》中承认刷屏，称是“基于对acfun的爱逼迫管理员进行全面改革”。9日Acfun投稿量突破1万。该事件导致大量会员流向B站。
2012年10月，B站UP主黎亦乔因搬运新番事件和站长徐逸闹翻，“删稿”风波席卷B站，此时关闭注册多年的A站开放注册，并发表专文《搬运工是A站的基石》。11月10日A站在武汉举办第一届漫展“AcFun宅(zhe)学会”，邀请了葛平等宅嘉宾。
2014年到2016年，AcFun更换了3位CEO，高管团队也频繁换血。2014年4月27日，AcFun站长赛门因理念和投资者不合宣布离职，由辰音奈奈代理站长。同年8月28日，A站开放邀请码注册，Lv.5以上用户每月可在个人中心获一枚邀请码。2015年4月8日，原《动漫贩》系杂志创始人刘炎焱任AcFun总编辑。2016年1月14日，宣布莫然将出任公司CEO，原CEO孙旻将出任公司总裁。2016年7月1日，AcFun原董事长兼CEO莫然因个人原因向董事会辞去全部职务，董事会同意，并宣布由奥飞娱乐（原名“奥飞动漫”）副总裁、首席战略官李斌接任董事长，由原A站总编辑刘炎焱接任CEO。
2016年8月4日，为AcFun提供服务的网络运营商机房出现意外，AcFun持续37个小时无法访问。8月6日凌晨备份还原完成，稿件数据部分恢复，基础功能已能正常使用。
2016年11月，根据AcFun持股13%的股东中文在线披露的公告，A站主要投资方包括奥飞娱乐的老板蔡东青、软银中国、优酷土豆和中文在线，2015年度营业收入363万元，净亏损1.13亿元，2016年1至9月营业收入71.37万元，净亏损1.46亿元，AcFun正通过自有流量获取广告和营销收入，并引导用户粉丝效应产生线上、线下的特征消费。A站产品分线上、线下：线上产品有WEB端、手机端APP、H5页面端三个平台，是主业务；线下服务有弹幕影院、线下演艺、漫展、校园活动等。AcFun则称经营情况应以AcFun官方回应为准。
2017年9月8日，AcFun官方公告称，将于9月27日进行用户中心系统升级，届时快捷登录将变为通过邮箱或手机号进行。
2017年11月开始，由于融资不畅，Acfun逐步陷入资金链断裂危机：AcFun公司员工2017年11月、12月的工资以及10月的加班费均未发放。2017年11月25日，A站开始无法访问。当晚AcFun官方微博称“因为不可描述的混沌入侵，AC娘的物理连接状态暂时停止”。其间26日，B站也曾短暂出现登录系统故障，后渐恢复，未给出故障原因。27日晚AcFun恢复正常。
2018年2月2日，AcFun网站和官方客户端软件已经无法正常访问。官方微博发文“我还想再活五百年”，据相关消息称Acfun资金不足，公司近200名员工2017年最后两月的工资和2017年10月的加班费均无法发放。
2018年2月12日下午，新浪微博昵称为真懒猫-曼基康爱球球的A站运营总监发博称“5点，睡醒了 ”，随后于当日17时整，A站在经历长达240小时服务器停机之后，重新恢复运行。
2018年6月5日，AcFun被北京快手科技有限公司全资收购，AcFun原有团队以及品牌维持不变，继续独立运营。
2018年6月，AcFun遭黑客入侵致用户数据外泄，大量用户数据在tor暗网上出售。

### 融资
2015年8月6日，AcFun获得优酷土豆5000万美元A轮融资，这些资金将用以优化服务器、购买版权和人才方面。
2016年1月14日，AcFun获得软银中国资本6000万美元A+轮投资，此轮融资将用于品牌推广以及产品的完善。
2016年8月，根据深交所上市公司华策影视财报显示，日前华策影视与AcFun达成意向性协议，公司拟向AcFun（A站）增资5000万元，投资完成后持股比例不低于2.7%。，成为A站重要的战略性股东，进一步拓展二次元领域。
2016年11月21日，深交所上市公司中文在线发布公告称，拟与广州弹幕网络科技有限公司（AcFun）及其原股东签署增资协议，中文在线拟以现金出资2.5亿元人民币认购其13.51%股权。股权认购完成后，中文在线将成为AcFun第二大股东。
2018年1月末AcFun关停前，坊间就有传闻称，由阿里巴巴旗下的云峰基金领投，其他有投资意愿的机构跟投A站，本轮融资方案为A站需要增发2.5亿新股，估值10亿人民币。融资完成后，股权结构上阿里和云峰占31%，A站原实际控股股东蔡东青则出让28%股权，老股东中文在线认购增发新股后占16%，并采取“优酷+云峰基金+阿里”的一致行动人的方式，阿里系合计持有A站超过50%股份，取得其控股权。但直到2月12日，A站官方域名重新恢复访问，A站各股东和阿里双方均未对此消息有任何正面回应。
2018年6月5日，北京快手科技有限公司全资收购AcFun。

### 动画版权购买

#### 国产正版动画
2014年12月26日，AcFun推出独家动画《红领巾与王小明》，一共21分44秒。

#### 欧美正版动画
2019年7月10日，AcFun独家引进《瑞克和莫蒂》1，2，3季。

#### 日本正版动画
| 官宣日期       | 购买番剧名称                                                                 | 播放季度          | 播放性质 | 日本动画代理授权方 （中国大陆地区） | 官宣链接 | 备注 |
| -------------- | ---------------------------------------------------------------------------- | ----------------- | -------- | ----------------------------------- | -------- | --- |
| 2015年10月26日 | 无论如何都想加入生肖                                                         | 2015年秋          | 正版     | 优泛文化 （APLUS）                  | [ 40 ]   | |
| 2017年5月26日  | 恶搞柴犬1期 恶搞柴犬2期                                                      | 2016年秋 2017年春 | 独家     | 优泛文化 （APLUS）                  | [ 41 ]   | |
| 2017年6月26日  | 猜谜王                                                                       | 2017年夏          | 独家     | 优泛文化 （APLUS）                  | [ 42 ]   | |
| 2017年6月28日  | 美男战国◆穿越时空的爱恋                                                      | 2017年夏          | 独家     | 优泛文化 （APLUS）                  | [ 43 ]   | |
| 2017年6月29日  | 动作女主 水果应援团                                                          | 2017年夏          | 独家     | 优泛文化 （APLUS）                  | [ 44 ]   | |
| 2017年7月1日   | 战姬绝唱Symphogear AXZ                                                       | 2017年夏          | 独家     |                                     | [ 45 ]   | |
| 2017年10月7日  | 侧车搭档                                                                     | 2017年秋          | 独家     | 优泛文化 （APLUS）                  | [ 46 ]   | |
| 2017年10月12日 | LoveLive!Sunshine!! 2期                                                      | 2017年秋          | 正版     | 新创华                              | [ 47 ]   | |
| 2017年10月28日 | 神怒之日                                                                     | 2017年秋          | 正版     |                                     |          | |
| 2018年9月28日  | 夕照少女                                                                     | 2018年秋          | 独家     | 优泛文化 （APLUS）                  | [ 48 ]   | |
| 2018年9月28日  | 天空与海洋之间                                                               | 2018年秋          | 独家     | 优泛文化 （APLUS）                  | [ 48 ]   | |
| 2018年9月28日  | 月影特工                                                                     | 2018年秋          | 独家     | 优泛文化 （APLUS）                  | [ 48 ]   | |
| 2018年9月28日  | 佐贺偶像是传奇1期                                                            | 2018年秋          | 独家     | JOYUPMEDIA                          | [ 48 ]   | |
| 2018年9月28日  | 学园BASARA                                                                   | 2018年秋          |          | JOYUPMEDIA                          | [ 48 ]   | |
| 2018年12月29日 | 新世纪福音战士TV版及剧场版                                                   | ——                | 正版     | 新创华                              | [ 49 ]   | TV版于2019年1月1日起上线播放；剧场版于2019年1月9日起上线播放。                                                                     |
| 2019年7月2日   | 你遭难了吗？                                                                 | 2019年夏          | 独家     |                                     | [ 50 ]   | |
| 2019年7月5日   | 满月之战GRANBELM                                                             | 2019年夏          | 独家     | DMM窗口授权                         | [ 51 ]   | |
| 2019年7月10日  | 普通攻击是全体二连击，这样的妈妈你喜欢吗？                                   | 2019年夏          | 独家     | Aniplex                             | [ 52 ]   | |
| 2019年8月8日   | NEW GAME! 1期 NEW GAME! 2期                                                  |                   | 正版     | 杰外动漫                            | [ 53 ]   | |
| 2019年8月9日   | 动画同好会 珈百璃的堕落 全金属狂潮 校园篇 热带雨林的爆笑生活 荒川爆笑团1&2期 |                   | 正版     | 杰外动漫                            |          | |
| 2019年9月5日   | 有頂天家族                                                                   |                   | 正版     | 羚邦                                | [ 54 ]   | |
| 2019年9月26日  | 旗扬！兽道                                                                   | 2019年秋          | 独家     | JOYUPMEDIA                          | [ 55 ]   | |
| 2019年9月27日  | 警视厅 特务部 特殊凶恶犯对策室 第七课                                        | 2019年秋          | 独家     | 木棉花國際                          | [ 56 ]   | |
| 2019年9月27日  | 科学的超电磁炮 科学的超电磁炮S                                               |                   | 正版     | 木棉花國際                          | [ 57 ]   | |
| 2019年9月27日  | 长骑美眉                                                                     |                   | 正版     | 木棉花國際                          | [ 58 ]   | |
| 2019年9月28日  | 碧蓝幻想 2期                                                                 | 2019年秋          | 独家     | Aniplex                             | [ 59 ]   | |
| 2019年12月20日 | 成群逐队！西顿学园                                                           | 2020年冬          | 独家     | 日本片方窗口                        |          | |
| 2019年12月20日 | 达尔文游戏                                                                   | 2020年冬          | 独家     | Aniplex                             |          | |
| 2019年12月20日 | 请在T台上微笑                                                                | 2020年冬          | 独家     | DMM窗口授权                         |          | |
| 2019年12月20日 | 家有圆圆？！～我家的圆圆你知道吗～                                           | 2020年冬          | 独家     | Aniplex                             |          | |
| 2019年12月24日 | SHOW BY ROCK！！3期                                                          | 2020年冬          | 独家     | 羚邦                                |          | |
| 2019年12月24日 | 房间露营Δ                                                                    | 2020年冬          | 独家     | 羚邦                                |          | |
| 2019年12月25日 | 别对映像研出手！                                                             | 2020年冬          | 独家     | 羚邦                                |          | |
| 2020年3月18日  | 天晴烂漫！                                                                   | 2020年春          | 独家     | JOYUPMEDIA                          |          | |
|                | 隐瞒之事                                                                     | 2020年春          | 独家     | JOYUPMEDIA                          |          | |
|                | 球咏                                                                         | 2020年春          | 独家     | 日本片方窗口                        |          | |
|                | 座敷童子榻榻米酱                                                             | 2020年春          | 独家     | JOYUPMEDIA                          |          | |
|                | 王者天下 1期 王者天下 2期 王者天下 3期                                       |                   | 独家     | 曼迪傳播                            |          | |
|                | 富豪刑事 Balance:UNLIMITED                                                   | 2020年春          | 独家     | JOYUPMEDIA                          |          | |
| 2020年5月28日  | 卡片战斗先导者外传 -if-                                                      | 2020年春          | 正版     | 名家数码Wsolution                   |          | 因新冠肺炎疫情影响，本作第一集开播时间为2020年5月30日。                                                                            |
| 2020年5月29日  | 阿基拉 4K修复版                                                              | 1988年            | 独家     | JOYUPMEDIA                          |          | 本作将于2020年6月22日上线播放。 上线A站当天，用户即可在播放器中选择以4K画质的选项进行播放，这也是A站第一部支持4K分辨率的正版番剧。 |
| 2020年5月27日  | 大欺诈师                                                                     | 2020年夏          | 独家     | JOYUPMEDIA                          |          | |
| 2020年6月3日   | 日本沉没2020                                                                 | 2020年夏          | 独家     | JOYUPMEDIA                          |          | |
| 2020年6月25日  | 租借女友                                                                     | 2020年夏          | 独家     | DMM窗口授权                         |          | |
| 2020年6月25日  | 猫物语 (白)                                                                  | 2013年夏          | 独家     | JOYUPMEDIA                          |          | |
| 2020年9月25日  | 前说                                                                         | 2020年秋          | 独家     | JOYUPMEDIA                          |          | |
| 2020年9月25日  | 强袭魔女：通往柏林之路                                                       | 2020年秋          | 独家     | JOYUPMEDIA                          |          | |
| 2020年9月25日  | 大贵族                                                                       | 2020年秋          | 独家     | Aniplex                             |          | |

### 投资公司

AcFun2017年版本的首页

| 投资时间       | 投资方                       | 被投资标的公司               | 股权比例   | 注册资本        | 与资方控制关系       | 简介 |
| -------------- | ---------------------------- | ---------------------------- | ---------- | --------------- | -------------------- | --- |
| 2015年6月30日  | 广州弹幕网络科技有限公司     | 北京大成万象管理咨询合伙企业 | 49%        | 58万元人民币    | 参股                 | 已注销 |
| 2015年10月22日 | 广州弹幕网络科技有限公司     | 北京弹幕网络科技有限公司     | 100%→0%    | 1000万元人民币  | 曾经全资控股，现退出 | 现为A站实际运营主体。 在2015年10月-2018年12月期间，是广州弹幕网络的全资子公司。                           |
| 2017年8月28日  | 广州弹幕网络科技有限公司     | 北京赛瑞思动文化传播有限公司 | 100%→0%    | 2019万元人民币  | 曾经全资控股，现退出 | 在2017年8月-2020年3月期间，是广州弹幕网络的全资子公司。                                                   |
| 2017年12月28日 | 广州弹幕网络科技有限公司     | 广州爱稀饭网络科技有限公司   | 100%       | 1000万元人民币  | 全资控股             | 在2014至2015年期间，为A站实际运营主体。 已于2020年2月24日，依法注销营业执照，不再作为广州弹幕全资子公司。 |
| 2017年9月13日  | 北京赛瑞思动文化传播有限公司 | 游艺星际(北京)科技有限公司   | 90.7%→100% | 2560万元人民币  | 全资控股             | 现为北京赛瑞思动的全资子公司。 是《信息网络传播视听节目许可证》持牌机构。                                 |
| 2018年12月21日 | 游艺星际(北京)科技有限公司   | 北京弹幕网络科技有限公司     | 0%→100%    | 40000万元人民币 | 全资控股             | 现为游艺星际（北京）全资子公司。 A站实际运营主体。                                                        |
| 2020年3月10日  | 北京快手科技有限公司         | 北京赛瑞思动文化传播有限公司 | 0%→100%    | 2019万元人民币  | 全资控股             | 现为北京快手科技的全资子公司。                                                                            |

### 战略合作
2017年6月，利欧数字旗下氪氩集团赢得AcFun全案广告代理业务。
2017年6月8日，AcFun弹幕视频网与LEO达成战略合作意向，并在北京康莱德酒店举行战略合作签约仪式暨广告推介会。

### 域名
2011年7月1日，AcFun的域名变更为acfun.tv，7月5日下午，AcFun启用短地址模式，使用户可以通过类似“acfun.tv/v/acXXXXXX/”模式的网址访问acfun的任何投稿。10月7日，AcFun官方宣布AcFun将在10月8日至10日之内改版完毕，新版AcFun将采用昵称登录制度，并限制没帐号或者没登录的用户。2011年11月2日，AcFun更换新播放器，2012年4月16日正式全面改版。
2014年4月1日，AcFun的域名变更为acfun.com，同时网站进行了全面改版修复了一批BUG，包括上线高级弹幕和自动换P。
2014年7月17日，AcFun的域名acfun.com被域名注册商万网以clientHold的方式暂停解析，AcFun将域名换回acfun.tv，同时Acfun网站两个域名acfun.com/.tv的备案信息被删除，原因未知，可能与域名whois信息缓存有关，也有分析认为这可能是内讧余波。
2015年10月10日，AcFun使用二级域名：“acfun.tudou.com”。
2015年11月30日，AcFun因不具有网络文化经营许可资质和网络传播视听节目许可而被监管部门处罚并将.tv和.com域名列入黑名单，但AcFun域名由境外注册服务机构提供，服务器在境外，无法查封。
2016年8月4日，AcFun发布公告，称由于运营商线路故障，导致网站目前无法登陆。8月6日，AcFun基础功能已能正常使用，AcFun就8月4日访问异常情况做出说明，称是“A站提供服务的网络运营商机房出现意外状况”。
2016年12月26日，Acfun官方发布公告称，为解决“部分基佬们长期以来的访问卡顿问题”，决定启用cn后缀的新域名。域名迁移服务预计将在27日凌晨1时-9时内完成。届时AcFun的域名将由原来的“www.acfun.tv”跳转为“www.acfun.cn”。
2018年2月2日，Acfun官方域名“www.acfun.cn”无法正常访问，其官方在微博表示“我想再活五百年！”并附有大哭样表情，同时其相关APP客户端也无法正常与服务器连接，疑似遇到资金问题，导致服务器停运。内部人员称官网进行临时关闭状态。
2018年2月11日，官方微博更新并贴出“年夜饭”有关照片，同日，其旗下一重要域名“www.acfun.com”进行了续费一年的操作，外界推測此为疑似重新复出迹象。2月12日，其官方微博发表“小伙伴们，目前官网和app可以正常访问和使用啦！ ”等内容预告域名恢复正常，不久旗下域名“www.acfun.cn”链接逐步恢复，历时10天的服务器停运终于结束。。

## 服务

### 注册帐号
只有注册用户才能投稿。浏览视频和文章无需登录，但某些视频只有注册用户登陆之后方可观看，而注册用户也拥有更多的功能，例如留言评论、站内收藏、点赞功能、投香蕉功能等。AcFun不定期开放注册。注册用户使用唯一的用户名登录，不同用户的昵称曾经可以相同，但后来管理员修改了系统架构，从此以后不同用户的昵称不再允许相同，原有的昵称若出现重复将会被强制加入后缀"-R"等，后来这样的后缀即成为了AcFun较有资历用户的特征之一。AcFun曾经在2011年2月尾至4月中长期开放注册，每天限制增加一定数目的新注册用户，新注册的用户在6天里不能发评论（弹幕除外）。2014年8月28日，AcFun正式开放邀请码注册。AcFun设立有用户等级，可以通过在线、签到、投稿提高，用户等级≥5时，可以为视频添加标签和使用高级弹幕。2015年6月3日，AcFun正式上线答题转正制度，同时开放注册。

### 投稿与审核
AcFun初期并不提供任何视听上传服务。在网站发展早期，用户通过将视频上传到新浪播客、腾讯视频、优酷、土豆网和PPStream等国内视频分享站点，并在投稿时附上相关地址由站点播放器获取视频地址并进行盗链播放，这需要“UP主”了解视频转码和大量时间，后这种方法被封杀，改为采用更消耗流量的CURL方法进行服务器代理转发。其他存储视频的站点还有有4share、Ning等，被称为“外链”。另外早期也有部分视频存储于Up主自备的FTP空间。后来AcFun已提供直传通道，视频将被上传到乐视提供的服务器进行存储，之后改为优酷提供的服务器，而原有引用优酷源的视频则使用优酷播放器。
目前所有视频均使用AcFun播放器播放，且用户上传的视频存储于AcFun自有服务器。
用户的投稿经过管理员的审核通过后才能在主页上显示。投稿可能会因为已经被投稿或者管理员认为质量不够而被删除。早期管理员审核一直缺乏明确的标准，审核不过的几率很大，并且审核时间较长。部分视频上传者喜欢将一些包含色情等不适合未成年人的内容夹杂在正常投稿视频中，通常仅显示几帧甚至只得一帧（通常视频一秒钟有30帧）这样这些特别的内容（福利）一闪而过就很难被普通观看者发现。因此发展出一批掌握了暂停技术的观者自称“暂停党”。

### 观看视频
AcFun的视频内容主要包括三大类：网友自行制作或分享的节目，特别是国内动漫爱好者制作的二次创作作品；互联网分享转载的视频图文内容，主要是日本电视台的深夜动画、日本NICONICO动画、Youtube及中国国内其他视频分享网站的视频内容；AcFun与国内外知名的企业建立合作关系推出的内容等。部分视频存在侵犯著作权的问题。为了支持手机访问，AcFun和Bilibili在服务器上创建视频缓存，并转码为MP4。AcFun声明其“不提供任何视听上传服务，所有内容均来自分享站点”。
视频弹幕默认随着视频画面大小改变而自动调节字号大小，可在“播放器设置”中进行调整。对于所有投稿视频，在页面下方有评论区域供注册用户发表留言式评论。评论署名为用户的昵称，右侧显示评论发表的时间。AcFun管理员视情况会对某些用户进行封号处理，例如针对无意义复制留言评论等行为，或者是小广告ID，如QQ群推广。

### 发弹幕
对于视频投稿，在视频成功载入后，用户可以通过播放器界面下方选择字幕的模式、颜色、字号和透明度，发表评论。播放时若不使用播放器的“隐藏评论”功能，这些字幕评论可以从视频的右方移动到左方，也可以固定在视频的顶端或底端一段时间。这种字幕评论被称为“弹幕”，弹幕被认为是读“tán mù”，正确的读音为“dàn mù”，对此AcFun网特别进行了说明。发弹幕需要注册登录，而正式会员可以发送更多类型的弹幕，高级弹幕在5级时解锁，未通过答题测试的用户每天只能发送30条弹幕，弹幕字数限制为80字符。
某些时段投稿视频中出现大量无意义弹幕或是广告，甚至遮盖大部分播放区域，以至于无法正常观看视频，可以右键点击这些弹幕对弹幕发送者进行屏蔽并举报给管理员，而该用户会受到相应的处罚甚至是封号和封IP，A站称其甚至会被跨省追捕和承担刑事责任。播放器界面右边可以设置关键字列表以屏蔽指定内容的弹幕。

## 特色词汇
- AcFuner/Acer：AcFun用户的统称。
- Up主：来源于日文网络语言（又称うｐ主），音译“阿婆主”，指上传者，此称呼来源于“upload”一词。
- 撞车：与之前投稿内容重复的投稿行为。由此引申，内容重复的投稿本身被称为“车祸现场”。
- 深夜福利：简称“福利”，见以下解释。
- AVFun：对AcFun的戏称，因AcFun时常出现不适合未成年人观看的内容（“福利”）。
- 自从…再也…：同上，由“自从上了AVFun，再也不用上黄网了”的说法简化而来。
- 猴子：AcFun网站管理员，由戏称“鹳狸猿”的“猿”字而来。
- 破站：AcFun网站由于服务器不稳定而出现过多次宕机和维护现象，Acer调侃“这破站迟早要完”。
- 战略级鬼畜/无双级鬼畜：由“略鬼畜/无鬼畜”而来，网友对声画节奏高同步、且不断重复同一片段的MAD的戏称，另有一句“AC没有略鬼畜/无鬼畜”。
- 我有姿势我自豪：由葛平在动画《蓝猫淘气三千问》中的著名台词“我有知识我自豪”空耳而来。
- 前方高能反应：多出现于视频弹幕中，提醒观看者即将出现比较惊人的场面，由《新世纪福音战士》中的著名台词而来。
- Yooooooooo：出自《我的Pico》，用于出现男同性恋或给人产生男同性恋遐想的场景，並在一部視頻（千萬不要看boku開頭的動畫）上，由外國人第一次見到偽娘的反應，大喊Yooooooo，此後廣為流傳。
- 猴山：北京弹幕网络科技有限公司的昵称。